# Dali Benoit Yohoua
Dali Benoit Yohoua (10 agosto 1968 – Parigi, 11 gennaio 2011) è stato un calciatore ivoriano, di ruolo attaccante.

## Carriera

### Club
Ha sempre giocato nel campionato ivoriano.

### Nazionale
Con la maglia della Nazionale ha partecipato alla Coppa d'Africa nel 1990.

## Palmarès

### Club

#### Competizioni nazionali
- Campionato ivoriano: 1

Africa Sports: 1989
- Coppa della Costa d'Avorio: 1

Africa Sports: 1989